# ۱۱۳۴ (قمری)
۱۱۳۴ (قمری)، هزار و صد و سی و چهارمین سال در گاهشماری هجری قمری است. اول محرم این سال برابر با بیست و دوم اکتبر سال ۱۷۲۱ میلادی است.

## وابسته
- بم
- آذر بیگدلی
- احمد نیریزی